# Aloninae
Aloninae is een onderfamilie van kreeftachtigen uit de klasse van de Branchiopoda (blad- of kieuwpootkreeftjes).

## Geslacht
- Biapertura Smirnov, 1971